# Río Tiung
El río Tiung (o también transliterado, Tjung o Tyung) (del ruso: Река  Тюнг) es un largo río ruso localizado en la Siberia asiática, afluente por la izquierda del río Vilyuy a su vez, afluente por la izquierda del río Lena en su curso bajo. Tiene una longitud de 1.092 km y drena una cuenca de 49.800 km² (mayor que países como Eslovaquia, república Dominicana o Bután).
Administrativamente, el río Tiung discurre por la república de Saja de la Federación de Rusia.

## Geografía
Se origina en el extremo nordeste de la meseta Central Siberiana, a una altura de unos 460 m, y discurre en dirección sursureste por la zona central de Yakutia, primero en una zona bastante llana cubierta de permafrost y luego en una más pantanosa. Desemboca en el río Vilyuy aguas arriba de la localidad de Vilyuysk (9.949 hab. en 2006). 
La cuenca del río Tjung cubre 49.800 km². El caudal promedio mensual es de 180 m³/s. En la desembocadura, el río tiene unos 150 metros de ancho, y unos dos metros de profundidad, y su velocidad es de 0,6 m/s.
El río está helado desde la segunda quincena de octubre a finales de mayo-primeros de junio. En su curso, no hay ningún centro urbano de importancia. El río es navegable en un tramo de unos 270 km, hasta el muelle de Talygninskaja.
Sus principales afluentes son los siguientes:
- río Tschimidikjan (Чимидикян), por la izquierda, de 331 km de longitud y una cuenca de 4.270 km²;
- río Dschippa (Джиппа) , por la izquierda, de 243 km de longitud y una cuenca de 5.860 km²;
- río Arga-Tjung (Арга-Тюнг), por la izquierda, de 193 km de longitud y una cuenca de 3.220 km²;
- río Tjunkjan (Тюнкян), por la derecha, de 174 km de longitud y una cuenca de 3.880 km².